# Crângeni
Crângeni est une commune du județ de Teleorman en Roumanie.